# Carlo Savio
Carlo Luigi Savio (* 24. Juni 1811 in Cuneo; † 1. Juli 1881) war römisch-katholischer Bischof von Asti.

## Leben
Savio, Sohn eines Arztes, wuchs in Cuneo und Turin auf. Er empfing am 22. Februar 1834 die Priesterweihe und wurde im April 1836 Kaplan an der Königlichen Universität von Turin. Zudem fungierte er später als Erzieher Umbertos I. von Savoyen, der von 1878 bis 1900 König von Italien war.
Papst Pius IX. ernannte ihn am 27. März 1867 zum Bischof von Asti. Die Bischofsweihe spendete ihm am 26. Mai desselben Jahres Giovanni Pietro Losana, Bischof von Biella. Mitkonsekratoren waren Lorenzo Guglielmo Maria Renaldi, Bischof von Pinerolo, sowie Giacomo Giuseppe Jans, Bischof von Aosta. Er nahm von 1869 bis 1870 am Ersten Vatikanischen Konzil teil, begleitet von seinem Sekretär, dem späteren Bischof und Heiligen Giuseppe Marello. Savio befürwortete die Erhebung der Lehre von der Unfehlbarkeit des Papstes zum Dogma.
Carlo Savio starb 1881 eine Woche nach seinem 70. Geburtstag. Er gilt heute unter Kirchenhistorikern als bedeutendster Bischof von Asti im 19. Jahrhundert.